# Neukirchen-Balbini
Neukirchen-Balbini är en kommun och ort i Landkreis Schwandorf i Regierungsbezirk Oberpfalz i förbundslandet Bayern i Tyskland.
Köpingen ingår i kommunalförbundet Neunburg vorm Wald tillsammans med köpingen Schwarzhofen samt kommunerna Dieterskirchen och Thanstein.